# Davayat
Davayat település Franciaországban, Puy-de-Dôme megyében. Lakosainak száma 646 fő (2022. január 1.). Davayat Beauregard-Vendon, Gimeaux, Saint-Bonnet-près-Riom, Yssac-la-Tourette és Chambaron-sur-Morge községekkel határos.

## Népesség
A település népességének változása:
| Lakosok száma | 587  | 596  | 608  | 610  | 612  | 609  | 606  | 626  | 646  |
|               | 2013 | 2015 | 2016 | 2017 | 2018 | 2019 | 2020 | 2021 | 2022 |